# Юхимчук Олександр Володимирович
Олекса́ндр Володи́мирович Юхимчу́к (нар. 17 серпня 1973 — пом. 24 січня 2015) — старший сержант Збройних сил України, учасник російсько-української війни.

## Життєпис
Закінчив Повчинську ЗОШ, на курсах ДТСААФ здобув професію водія, пройшов строкову службу в армії, лишився на строкову службу; проживав у місті Рівне. З 2000 року працював водієм «швидкої» на Рівненській станції екстреної невідкладної допомоги.
Мобілізований у березні 2014 року, матері сказав: «Я не можу не піти!» Військовик ремонтної роти 30-ї окремої механізованої бригади, водій. З весни 2014-го перебував у зоні бойових дій, стояв на блокпостах, ремонтував техніку. Приїхав додому у відпустку — на випускний до доньки Насті, був пригнічений побаченим, мамі оповів: «Якщо я ще раз туди піду, то вже не повернуся…»
24 січня 2015-го під час несення служби у Вуглегірську помер від гострої коронарної недостатності.
Залишилися мама Надія Миколаївна, дружина та донька Анастасія 1997 р.н.
Похований у місті Рівне.
Отримавши гробові за сина, мама роздала їх по шпиталях та сиротинцях.

## Вшанування
- Почесний громадянин міста Рівне (рішення Рівненської міської ради № 5756 від 17 вересня 2015, посмертно)
- 28 травня 2015-го в Повчинській ЗОШ відкрито меморіальну дошку випускникові Олександру Юхимчуку.